# Dawid Michelus
Dawid Paweł Michelus (ur. 16 września 1993 w Pile) – polski bokser amatorski, mistrz kraju w wadze koguciej.

## Kariera
Mierzy 173 centymetry wzrostu. Był brązowym medalistą igrzysk olimpijskich młodzieży i brązowym medalistą młodzieżowych mistrzostw świata. W 2011 roku odniósł swój pierwszy seniorski sukces, zostając mistrzem Polski w wadze koguciej (do 56 kg). Obecnie jest reprezentantem drużyny Hussars Poland w World Series of Boxing, występuje w wadze lekkiej (do 61 kg).